# Alberto Iglesias
Alberto Iglesias Fernández-Berridi (San Sebastian, 21 oktober 1955) is een Spaans componist van met name filmmuziek.
Iglesias componeerde de filmmuziek voor verschillende Spaanse films van onder meer de filmregisseurs Pedro Almodóvar en Julio Medem. Hij ontving talloze prijzen voor zijn compositorische werk, waaronder tien Goya filmprijzen voor beste filmmuziek. Internationale bekendheid kreeg hij mede dankzij filmregisseur Fernando Meirelles met de film The Constant Gardener, waarmee hij zijn eerste Oscar-nominatie ontving. Andere bekende werken van zijn hand, zijn de films The Kite Runner, Tinker, Tailor, Soldier, Spy en Exodus: Gods and Kings.
Zijn zus Cristina Iglesias is beeldhouwster.

## Filmografie
- 1984: La conquista de Albania
- 1994: La muerte de Mikel
- 1985: Fuego eterno
- 1985: Luces de bohemia
- 1986: Adiós pequeña
- 1987: Balada da Praia dos Cåes
- 1989: Lluvia de otoño
- 1991: El sueño de Tánger
- 1992: Vacas
- 1993: La vida láctea
- 1993: La ardilla roja
- 1993: ¡Dispara!
- 1995: Una casa en las afueras
- 1995: La flor de mi secreto
- 1996: Tierra
- 1996: Pasajes
- 1997: Carne trémula
- 1997: La femme de chambre du Titanic
- 1998: Los amantes del Círculo Polar
- 1999: Todo sobre mi madre
- 2001: Lucía y el sexo
- 2002: The Dancer Upstairs
- 2002: Hable con ella
- 2003: Te doy mis ojos
- 2004: La mala educación
- 2005: The Constant Gardener
- 2006: Volver
- 2007: The Kite Runner
- 2008: Che - The Argentine
- 2008: Che - Guerrilla
- 2009: Los abrazos rotos
- 2010: También la lluvia
- 2011: La piel que habito
- 2011: Le Moine
- 2011: Tinker, Tailor, Soldier, Spy
- 2013: Los amantes pasajeros
- 2014: The Two Faces of January
- 2014: Exodus: Gods and Kings
- 2015: Ma ma
- 2016: Julieta
- 2017: La Cordillera
- 2018: Quién te cantará
- 2018: Yuli
- 2019: Dolor y gloria
- 2020: The Human Voice
- 2021: Madres paralelas
- 2021: Maixabel

## Prijzen en nominaties

### Academy Awards
| Jaar | Titel                        | Categorie        | Uitslag     |
| ---- | ---------------------------- | ---------------- | ----------- |
| 2006 | The Constant Gardener        | Beste filmmuziek | Genomineerd |
| 2008 | The Kite Runner              | Beste filmmuziek | Genomineerd |
| 2012 | Tinker, Tailor, Soldier, Spy | Beste filmmuziek | Genomineerd |
| 2022 | Madres paralelas             | Beste filmmuziek | Genomineerd |

### BAFTA Awards
| Jaar | Titel                        | Categorie        | Uitslag     |
| ---- | ---------------------------- | ---------------- | ----------- |
| 2006 | The Constant Gardener        | Beste filmmuziek | Genomineerd |
| 2008 | The Kite Runner              | Beste filmmuziek | Genomineerd |
| 2012 | Tinker, Tailor, Soldier, Spy | Beste filmmuziek | Genomineerd |

### Golden Globe Awards
| Jaar | Titel            | Categorie        | Uitslag     |
| ---- | ---------------- | ---------------- | ----------- |
| 2008 | The Kite Runner  | Beste filmmuziek | Genomineerd |
| 2022 | Madres paralelas | Beste filmmuziek | Genomineerd |